# Hirtella guyanensis
Hirtella guyanensis là một loài thực vật có hoa trong họ Cám. Loài này được (Fritsch) Sandwith mô tả khoa học đầu tiên năm 1931.